# Josep Jurch i Rivas
Josep Jurch i Rivas (Barcelona, 1800 - 1891) fou un compositor català i primer clarinet de l'orquestra del Liceu.
El 4 d'abril de 1847 estrenà en la inauguració del Liceu de Barcelona el ballet La Rondeña, amb coreografia de Joan Camprubí.

## Biografia
Abans dels deu anys, Josep Jurch va ingressar al primer regiment d'artilleria com el músic més jove, i sota la direcció del músic Josep Puig, amb qui va estudiar solfeig, flautí, clarinet i fagot, de manera que l'any 1829, o abans, ja estava treballant dintre una cobla, motiu pel qual, i sense coneixements d'harmonia, va compondre contradanses i diversos valsos. Com que al públic li va agradar molt i gràcies als consells dels seus amics, va decidir estudiar harmonia amb Francisco Arbós. L'any 1835, el van nombrar músic major d'un dels batallons de la Milícia Nacional de Barcelona. Més tard, va ser nomenat primer clarinet solista de l'Orquestra del Liceu. Amb la inauguració del Gran Teatre del Liceu l'any 1847, Jurch va agafar la direcció de la banda del mateix teatre.
L'any 1852, li van oferir la plaça de músic major del regiment d'infanteria de Navarra, que va ocupar fins al 1856. Aquell mateix any, va tornar al seu lloc de primer clarinet a l'Orquestra del Liceu fins al 1870 que, a causa de problemes de salut, ho va haver de deixar.
Jurch, va compondre al llarg de la seva vida, peces de tots els gèneres per a banda i orquestra, que en total sumen més de 2.000 obres. Era el propietari d'un magatzem de música i partitures a la rambla de Santa Mónica, número 12, de Barcelona.